# Hannah Grace
Hannah Grace, pseudonimo di Hannah Vivian-Byrne (Bridgend, 4 giugno 1993), è una cantautrice gallese.
Legata all'etichetta New Fade Records di proprietà di Gabrielle Aplin dal 2013, ha pubblicato 4 EP e un album.

## Carriera
La carriera musicale di Grace inizia nel 2013, anno in cui firma il suo contratto discografico con la New Fade e accompagna la sua produttrice Gabrielle Aplin in qualità di opener del suo English Rain Tour. Nel 2014 pubblica il suo EP d'esordio Meant To Be Kind e partecipa in qualità di opener a tour di altri artisti come Hozier, Seal, Train, Lissie e Hudson Taylor. Nel 2016 pubblica altri due EP, Mustang e Praise You, e riesce ad esibirsi in show radiofonici di BBC Radio 2 e BBC Radio Wales.
Nel 2017 la sua cover di Praise You di Fatboy Slim, che era stata inclusa nell'EP omonimo, viene utilizzata in svariati spot pubblicitari, incluso quello di The X Factor, e vende circa 60 000 copie in UK. Nel 2018 realizza per la prima volta un joint EP insieme a Gabrielle Aplin: il progetto viene intitolato December ed include un solo inedito e tre cover di classici natalizi. Nel settembre 2020, dopo aver pubblicato diversi singoli, Grace pubblica il suo primo album Remedy.

## Stile e influenze
Durante alcune sue apparizioni negli show radiofonici della BBC, Hannah Grace ha definito il suo stile musicale come una "fusione di Jazz e Soul" e si è detta ispirata da artisti come Aretha Franklin, Stevie Nicks ed Eva Cassidy.

## Discografia

### Album
- 2020 - Remedy

### EP
- 2014 - Meant To Be Kind
- 2016 - Mustang
- 2016 - Praise You
- 2018 - December